# サグレス
1. サグレス(Sagres): ポルトガル最大のビールブランド。詳細はサグレス (ビール)を参照。
2. サグレス(Sagres): ポルトガルの南部アルガルヴェ地方、ヴィラ・ド・ビスポに属する町。本項で詳述。
3. サグレス(Sagres): NRP サグレス、ポルトガル海軍所属の航海練習船。

サグレス（Sagres）はポルトガルの南部アルガルヴェ地方の自治体ヴィラ・ドゥ・ビシュプ内の地区（教区）である。面積は34.28平方キロ、2001年現在の人口は1,939人である。

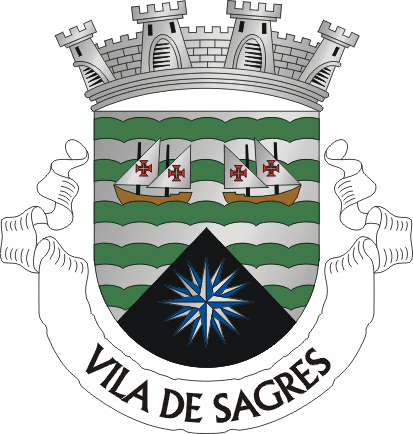
サグレス紋章

## 地理
ヴィラ・ドゥ・ビシュプの南西部に位置する。大西洋に面しており、サン・ヴィセンテ岬はユーラシア大陸の最南西端にあたる。

## 歴史
15世紀に、エンリケ航海王子がこの地に航海学校を設立した。1519年にヴィラ・ドゥ・ビシュプから分離して、1834年までは独立した自治体であった。1801年には413人の住民を数えた。現在はヴィラ・ドゥ・ビシュプに属する地区となっている。

## ギャラリー

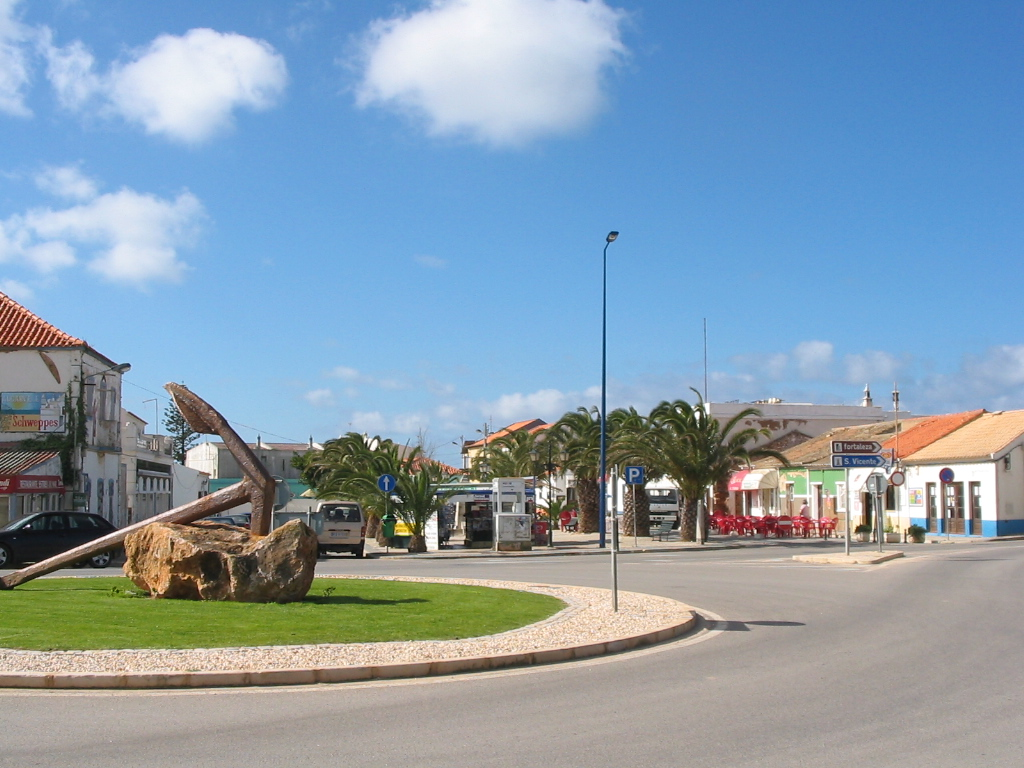
サグレス中心部
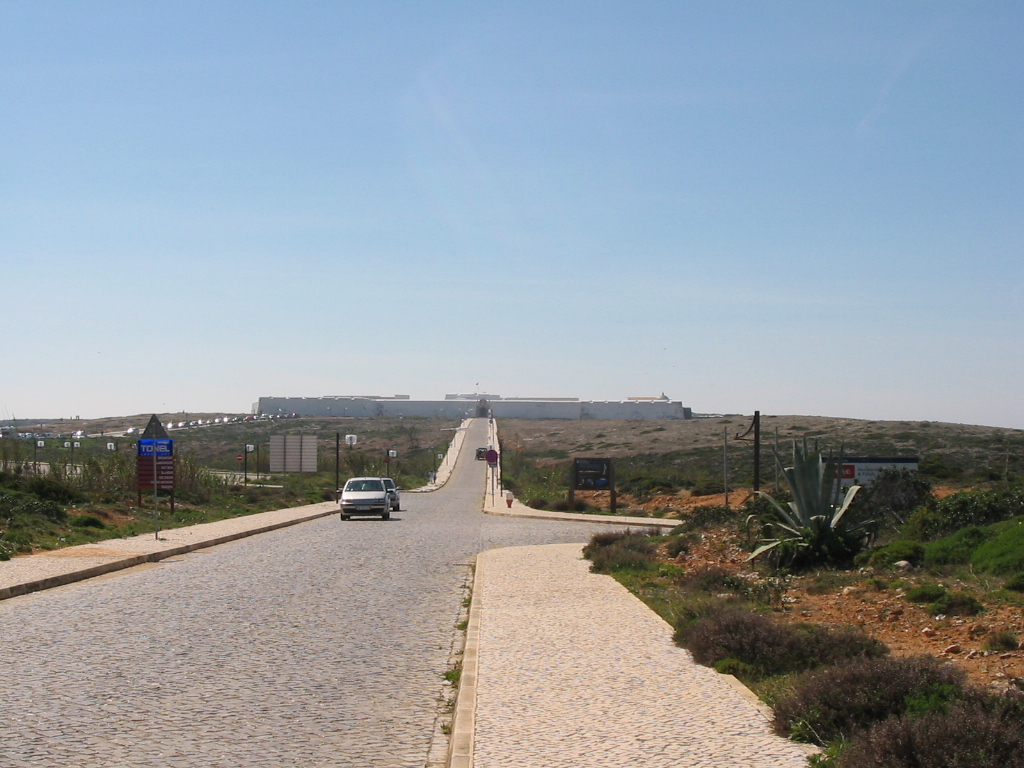
サグレス砦遠景
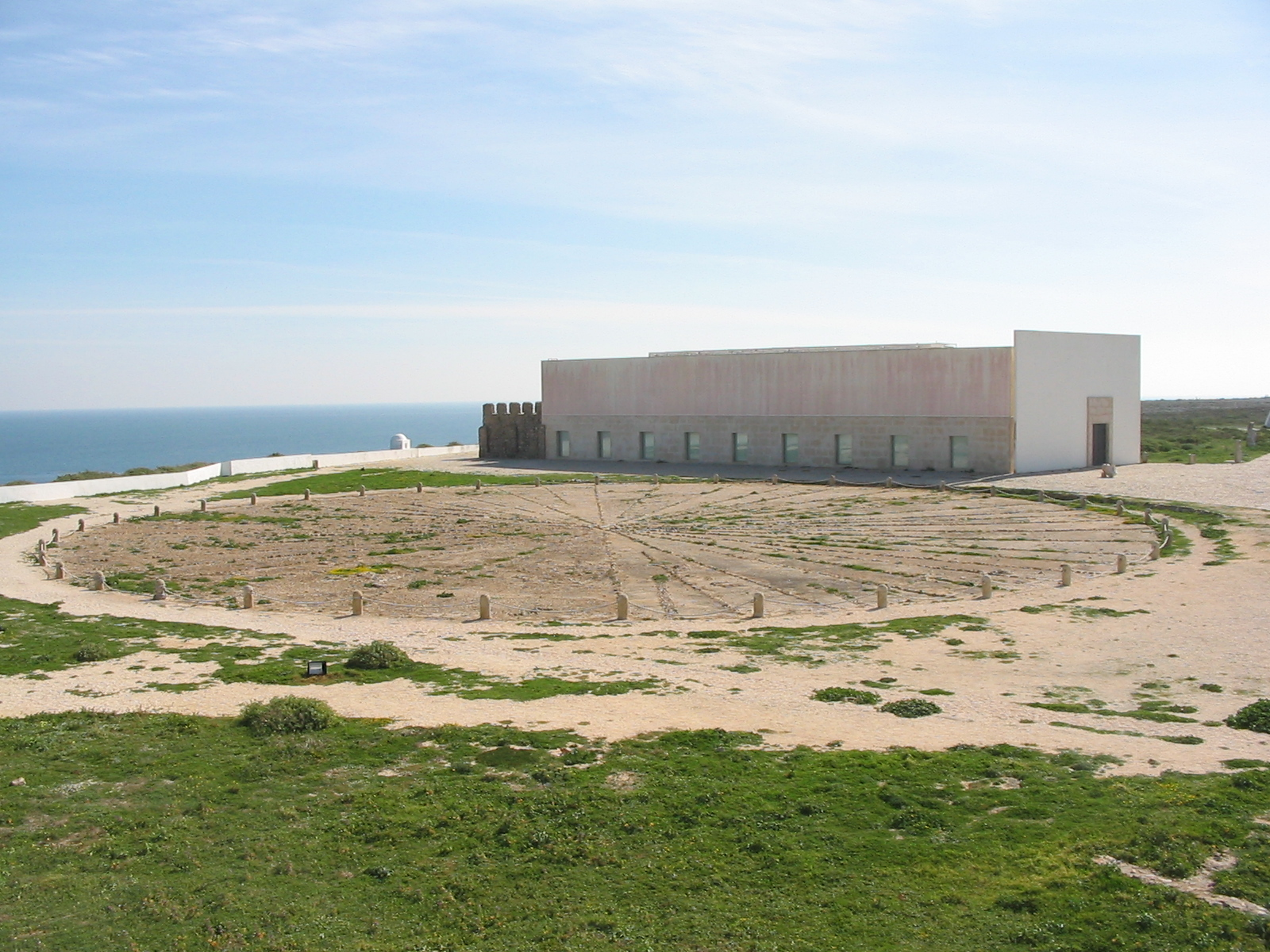
サグレス砦内の日時計
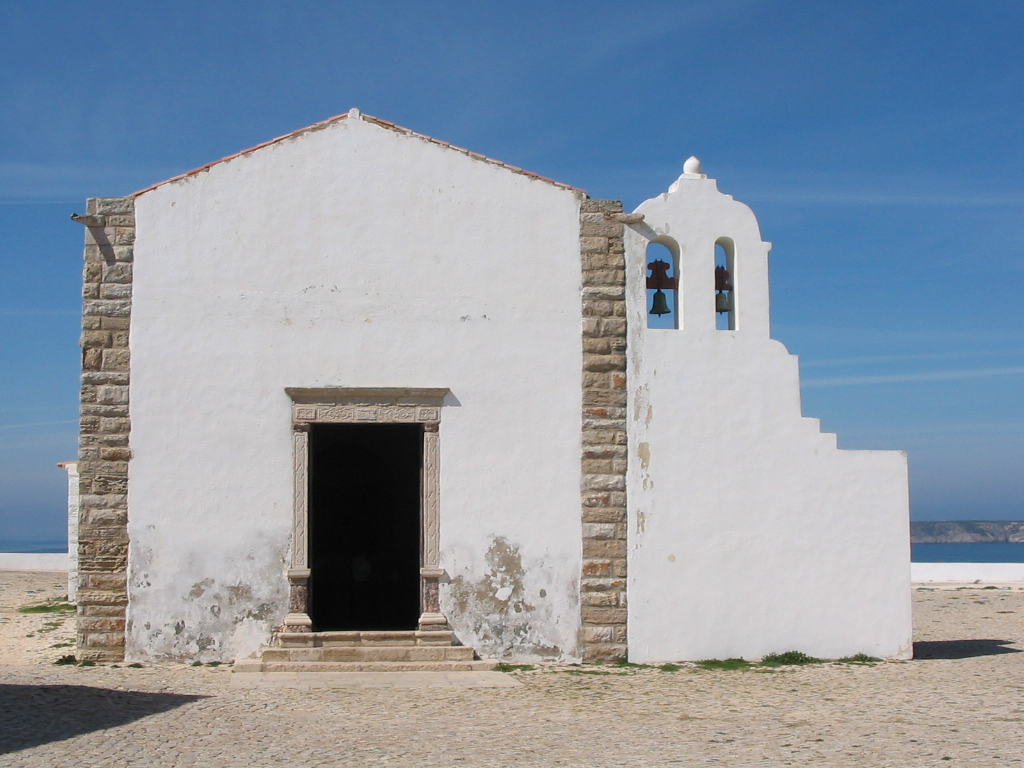
サグレス砦内の祈りの聖母チャペル
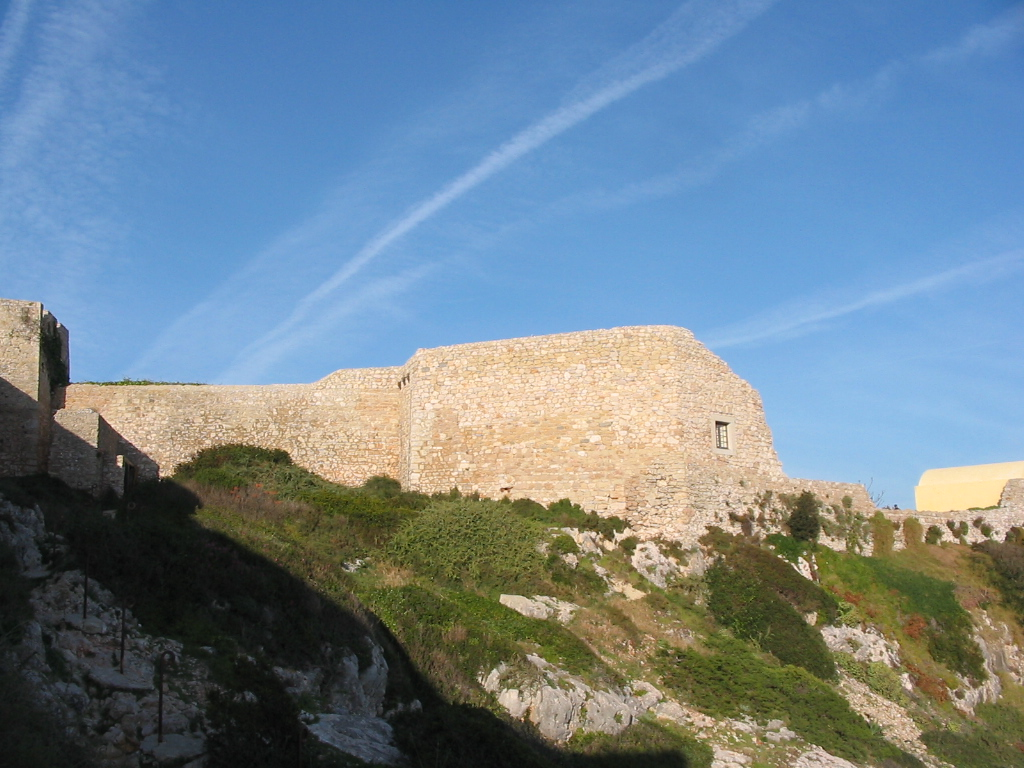
ベリーチェ砦
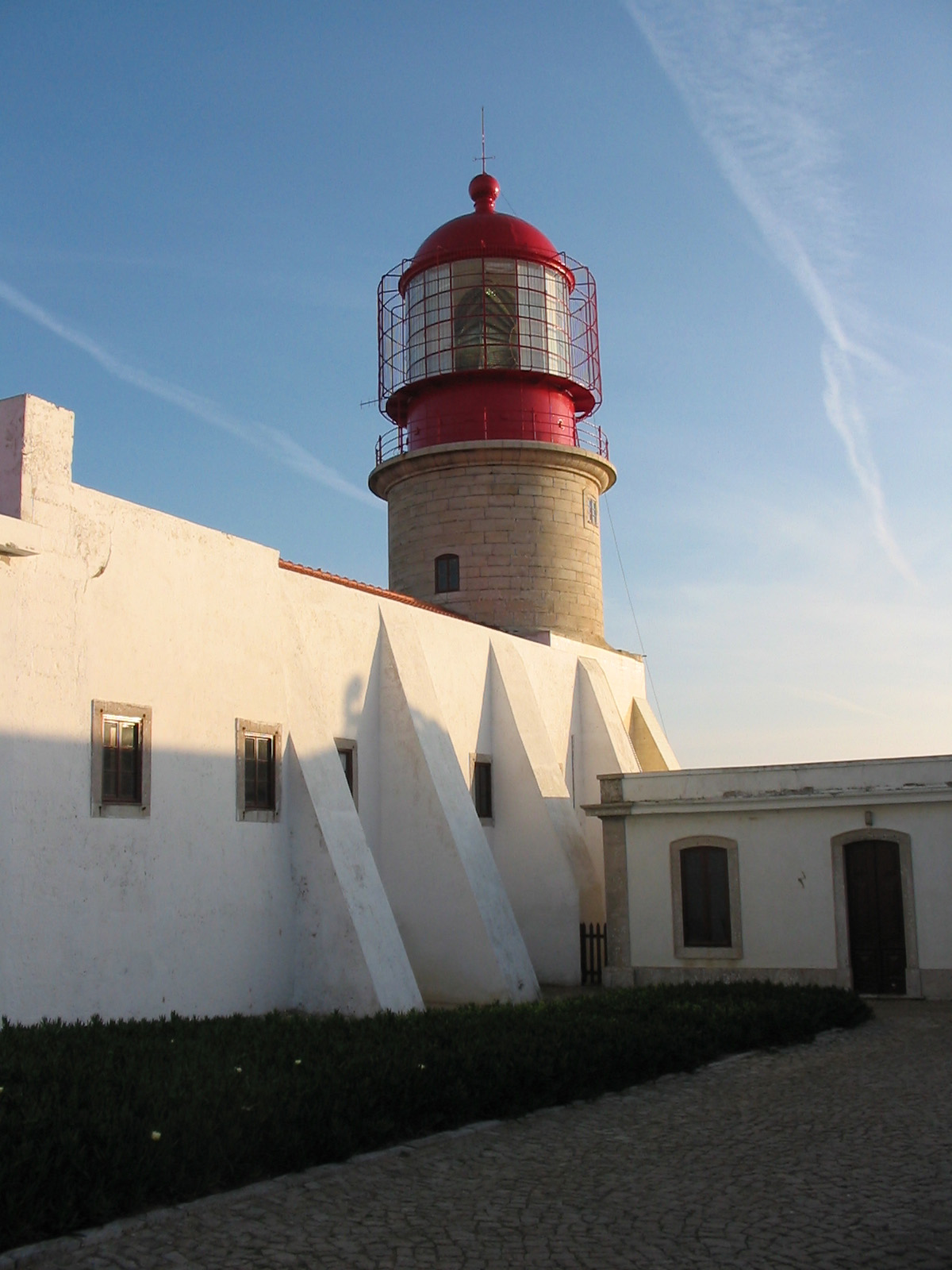
サン・ヴィセンテ岬の灯台